# Peter Pratt
Peter William Pratt (ur. 21 marca 1923 w Eastbourne, zm. 11 stycznia 1995 w Londynie) – brytyjski aktor, śpiewak operowy i prezenter radiowy. Najbardziej jest znany dzięki swoim komicznym rolom w operach Gilberta i Sullivana.

## Kariera
W latach młodości Pratt studiował śpiew i był solistą w chórze kościelnym w swojej rodzinnej miejscowości. Już wtedy był zaangażowany w amatorskie towarzystwa teatralne.
W wieku 22 lat, we wrześniu 1945 roku Peter Pratt wstąpił do chóru w kampanii operowej D’Oyly Carte. Od 1947 roku zaczął grywać małe role i uczył się od głównego komika spółki, Martyna Greena. W latach 50. udało mu się wybić się i stać się jednym z podstawowych komików oraz zdobyć uznanie krytyków. W wiosnę 1959 roku aktor zachorował i w maju tego samego roku postanowił opuścić kampanię. Jego ostatni występ w spółce odbył się 30 maja 1959 roku.
Po opuszczeniu spółki D’Oyly Carte, Pratt zwrócił uwagę na pracę w teatrze, telewizji i radiu oraz na koncertowanie, a także kontynuował on pracę z operami Gilberta i Sullivana.
W 1976 roku wystąpił on w brytyjskim serialu science-fiction produkcji BBC pt. Doktor Who. Zagrał on rolę Mistrza w czteroodcinkowej historii pt. „The Deadly Assassin”. Podczas kręcenia Pratt miał zasłoniętą twarz maską, a w głównej mierze używał on głosu.

## Życie osobiste
Peter Pratt podczas pracy w kampanii operowej D’Oyly Carte był w związku małżeńskim z subretką, Joyce Wright. W późniejszym okresie życia poślubił Patiencę Sheffield.

## Filmografia
Źródło:

### Filmy
| Rok  | Nazwa             | Rola             | Uwagi |
| ---- | ----------------- | ---------------- | ----- |
| 1981 | The Story of Ruth | Dr. Peter Ferris |       |

### Seriale
| Rok         | Nazwa                   | Rola            | Uwagi                                           |
| ----------- | ----------------------- | --------------- | ----------------------------------------------- |
| 1964        | Festival                | mężczyzna       | odc. „Six Characters in Search of an Author”    |
| 1965        | Thursday Theatre        | Georges Renaud  | odc. „Traveller Without Luggage”                |
| 1967        | Orlando                 | lekarz          | odc. „Inn at the Death”                         |
| 1967 – 1968 | Theatre 625             | różne role      | 4 odcinki                                       |
| 1972        | The Challengers         | Alan Lowery     | odc. „The Tomorrow Business”                    |
| 1972        | Van der Valk            | Westermann      | odc. „Blue Notes”                               |
| 1972        | The Edwardians          | Charlie Coburn  | miniserial; odc. „The Reluctant Juggler”        |
| 1973        | Menace                  | piosenkarz      | odc. „The Solarium”                             |
| 1973        | The Brontës of Haworth  | Pan Woolven     | miniserial; 2 odcinki                           |
| 1973        | Play for Today          | Fenner          | odc. „Jack Point”                               |
| 1973        | Z Cars                  | rybak           | odc. „Cadet”                                    |
| 1973        | Murder Must Advertise   | Pan Pym         | miniserial; 3 odcinki                           |
| 1974        | Fall of Eagles          | piosenkarz      | odc. „The Appointment”                          |
| 1974        | Village Hall            | Gilbert Lund    | odc. „There’ll Almost Always Be an England”     |
| 1975        | Churchill’s People      | Arcybiskup Laud | odc. "March On, Boys!”                          |
| 1976        | Doktor Who (Doctor Who) | Mistrz          | historia czteroodcinkowa: „The Deadly Assassin” |
| 1982        | Squadron                | Len Travis      | odc. „The Veteran”                              |